# Dmitri Bagrianov
Dmitri Bagrianov (Rusia, 18 de diciembre de 1967-4 de febrero de 2015) es una atleta del Equipo Unificado retirado especializado en la prueba de salto de longitud, en la que consiguió ser campeón europeo en pista cubierta en 1992.

## Carrera deportiva
En el Campeonato Europeo de Atletismo en Pista Cubierta de 1992 ganó la medalla de oro en el salto de longitud, con un salto de 8.12 metros, por delante del alemán Konstantin Krause  (plata con 8.04 metros) y el finlandés Jarmo Kärnä.